# نظام سوفت لاندنج لينكس
نظام سوفت لاندنج لينكس (بالإنجليزية: Softlanding Linux System)‏ تختصر إلى (SLS) هي توزيعة جنو/لينكس تعتبر من أقدم التوزيعات، أسسها بيتر ماكدونالد في منتصف عام 1992. [بحاجة لمصدر]
نظام سوفت لاندنج لينكس الإصدار الأول كان يهدف إلى تقديم توزيعة لينكس شاملة تحتوي على أكثر من مجرد نواة لينكس واداوت أساسية. ويتضمن الإصدار TCP/IP, ونظام النافذة اكس.

## تاريخ
كان نظام سوفت لاندنج لينكس هو توزيعة لينكس الأكثر شعبية في ذلك الوقت، ولكنها كانت تعاني من مشاكل ووجود علل, مما أدى إلى ان تحل محلها سلاكوير في وقت قصير. وكذلك أدى احباط ايان موردوك من هذه التوزيعة إلى إنشاء مشروع دبيان.